# مریخ‌نورد

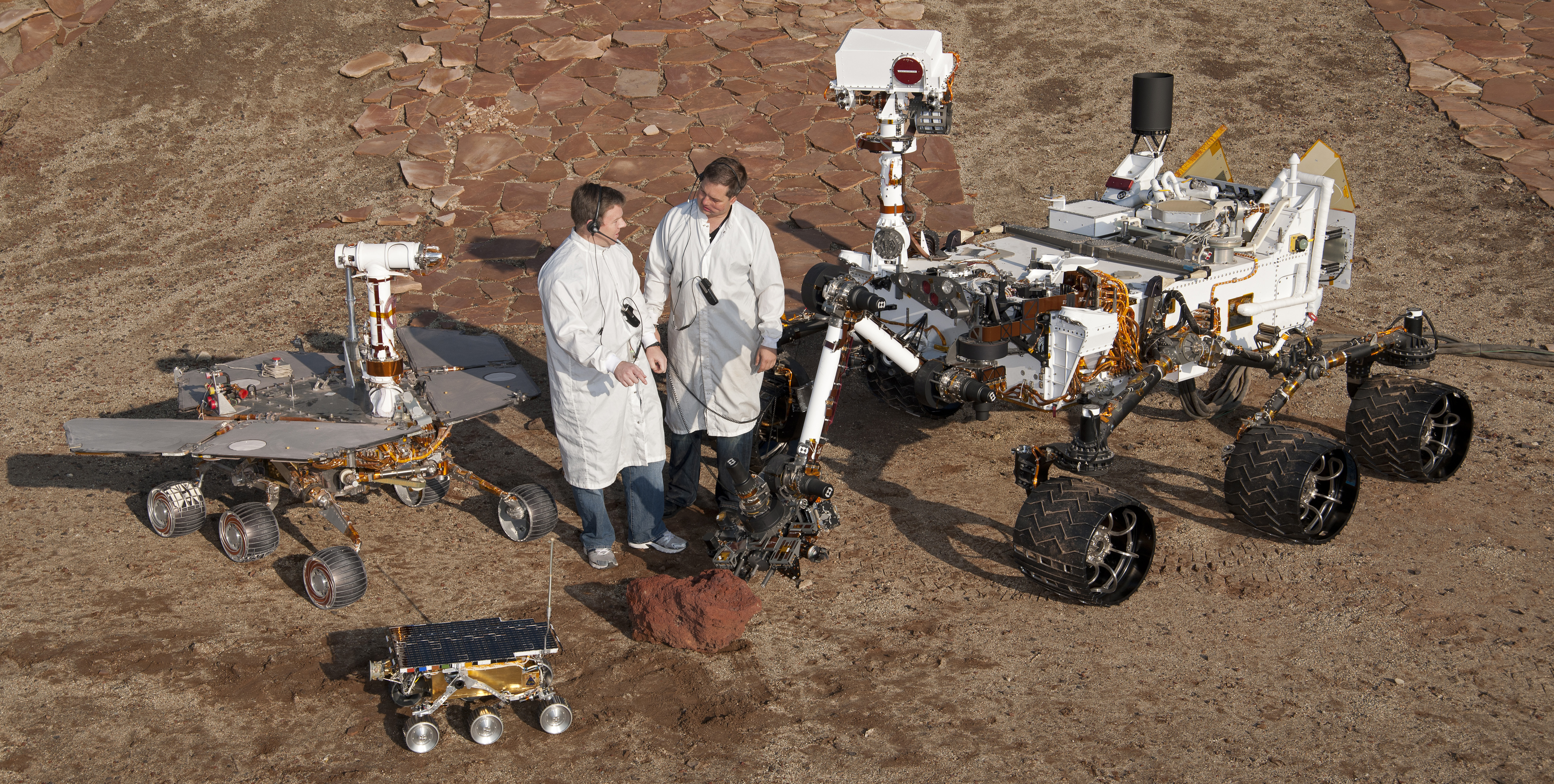
دو مریخ‌نورد اکتشاف و کنجکاوی در کنار هم

مریخ‌نورد یا بهرام‌نورد یک خودروی خودکار است که بعد از فرود بر روی سیاره مریخ به حرکت در می‌آید. مریخ‌نورد نوعی سطح‌نورد است و نسبت به فضاپیماهای سطح‌نشین ساکن، برتری دارد. برای مثال یک مریخ نورد توانایی بررسی مساحت بیشتری از سطح مریخ دارد و می‌تواند به اهداف قابل توجه هدایت شود.
تا فوریهٔ ۲۰۲۱ پنج ربات مریخ‌نورد به‌طور موفقیت‌آمیز در سطح مریخ فعال بوده‌اند. آزمایشگاه پیش‌رانش جت، یک آزمایشگاه علمی و فناوری ناسا، مأموریت رهیاب مریخ و سطح‌نورد هم‌اکنون غیر فعالش سژرنر را مدیریت کرده‌ است. این آزمایشگاه در حال حاضر مأموریت پشتکار و مریخ‌نورد اکتشاف و سطح‌نشین‌های کنجکاوی، فرصت، و روح را مدیریت می‌کند.
از اهداف ناسا بر روی مریخ یافتن نشانه‌های زیست‌پذیری، سنگواره‌شناسی، و کربن آلی است.

## تاریخ
مریخ‌نوردهای متعددی به سطح مریخ فرستاده شده‌اند:
- مریخ۲، ناموفق. ۱۹۷۱ میلادی. سطح‌نشین مریخ ۲ موفق به فرود آوردن ربات Prop-M نشد. Prop-M دارای ۲ اسکی برای حرکت بر روی سطح مریخ بود.[۲]
- مریخ ۳، ناموفق. ۱۹۷۱ میلادی. حامل مریخ‌نورد Prop-M. مخابره با سطح‌نشین مریخ ۳ بعد از ۲۰ ثانیه قطع شد.[۲]
- سوجورنر (مریخ نورد)، موفق. سطح‌نشین رهیاب مریخ در تاریخ ۴ ژوئیه ۱۹۹۷ بر سطح مریخ نشست.
- بیگل ۲، ناموفق. ۲۰۰۳ میلادی. هیچ تماسی با سطح‌نشین به علت درست کار نکردن پانل خورشیدی برقرار نشد.[۳]
- روح، موفق. اسپیریت در تاریخ ۳ ژانویهٔ ۲۰۰۴ در منطقهٔ دهانهٔ گسیو (Gusev) در مریخ به سلامت فرود آمد. در اول مهٔ ۲۰۰۹ و روز کاری ۱۸۹۲ ام، اسپریت در خاک‌های بسیار نرم منطقه‌ای به نام «تروی» (Troy) به دام افتاد. تیم کارشناسان در آزمایشگاه پیش‌رانش جت ناسا تا ۲۵ مهٔ ۲۰۱۱ به تلاش ناموفق خود برای ارتباط با اسپیریت ادامه داد اما در این زمان رسماً پایان کار اسپیریت را اعلام کرد.[۴]
- فرصت، موفق. در ۲۵ ژانویهٔ ۲۰۰۴، مریخ‌نورد «فرصت» (Oppurtunity) پا به سطح مریخ گذاشت. این کاوشگر هنوز هم فعالانه به اکتشاف در سیارهٔ سرخ می‌پردازد.[۴]
- کنجکاوی، موفق. این کاوشگر در تاریخ ۲۶ نوامبر ۲۰۱۱ توسط ناسا، سازمان فضایی آمریکا به مقصد مریخ پرتاب شد و حدود ۸ ماه بعد در ۶ اوت ۲۰۱۲ بر روی سطح این سیاره فرود آمد. کنجکاوی هم‌اکنون در گودال گیل نزدیکی خط استوا مریخ، در حال کاوش است.[۵][۶]
- استقامت، موفق. این کاوشگر مأموریت خود را در تاریخ ۳۰ ژوئیه ۲۰۲۰ آغاز کرد و در تاریخ ۱۹ فوریهٔ ۲۰۲۱ مصادف با بامداد ۱ اسفند ماه ۱۳۹۹ روی سطح مریخ فرود آمد. این مریخ‌نورد همچنین پهپاد کوچکی با نام بالگرد مریخی نبوغ را به همراه خود دارد و هم‌اکنون بر سطح مریخ در حال کاوش است.

## طرح‌ها
پروژه‌های در حال انجام کاوش مریخ:
- اگزومارس توسط آژانس فضایی اروپا (ESA). پرتاب مریخ‌نورد برای سال ۲۰۱۸ برنامه‌ریزی شده‌است.[۷] برنامهٔ اگزومارس یک مأموریت گستردهٔ شناسایی مریخ برای جستجو پیرامون وضعیت زیستی در مریخ و بن‌مایه‌های زندگی و زندگی مریخی، در گذشته یا حال است.
- کاوشگر مریخ۲۰۲۰ در سال ۲۰۲۰ میلادی به مریخ ارسال شد. یکی از اهداف این پروژه جمع‌آوری نمونه برای بازگشت به زمین برای مطالعه است.[۸][۹][۱۰]
- مأموریت چینی مریخ ۲۰۲۰ یک پروژه توسط چین برای قرار دادن یک مدارگرد، سطح‌نشین، و مریخ‌نورد بر روی مریخ در سال ۲۰۲۰ است.[۱۱][۱۲][۱۳] کاوشگر چینی «تیان‌ون ۱» که به معنی «پرسش‌های بهشتی» است، در تاریخ ۲۳ ژوئن ۲۰۲۰ با موفقیت به سمت مریخ پرتاب شد.[۱۴]

## اهداف
اهداف اولیهٔ مریخ‌نوردهای روح و فرصت یافتن تاریخ وجود آب در مریخ است.
چهار هدف علمی و بلند مدت ناسا برای اکتشاف مریخ عبارت‌اند از:
- تحقیق پیرامون وجود آب در مریخ
- مشخص‌کردن اقلیم مریخ
- مشخص‌کردن زمین‌شناسی مریخ
- آماده‌سازی برای مأموریت‌های انسانی در مریخ[۱۶]